# Побреж'є (Дубровник)
42°41′ пн. ш. 18°04′ сх. д. / 42.68° пн. ш. 18.07° сх. д.
Побреж'є (хорв. Pobrežje) — населений пункт у Хорватії, у Дубровницько-Неретванській жупанії у складі міста Дубровник.

## Населення
Населення за даними перепису 2011 року становило 118 осіб.
Динаміка чисельності населення поселення: